# Giuseppe Abbagnale
Giuseppe Abbagnale (* 24. Juli 1959 in Pompei) ist ein ehemaliger italienischer Ruderer und heutiger Ruderfunktionär. Er gewann zwei olympische Goldmedaillen und war siebenfacher Weltmeister.

## Karriere
Giuseppe Abbagnale beherrschte zusammen mit seinem jüngeren Bruder Carmine Abbagnale und dem Steuermann Giuseppe Di Capua über ein Jahrzehnt lang die Wettbewerbe im Zweier mit Steuermann. Nachdem Abbagnale bereits Ende der 1970er-Jahre in dieser Bootsklasse beim Match des Seniors erfolgreich war, konnte das Trio von 1981 bis 1993 bei den Weltmeisterschaften dominieren und sieben WM-Titel, drei weitere WM-Medaillen und die olympischen Goldmedaillen 1984 sowie 1988 gewinnen. Bei den Olympischen Spielen 1992 und bei den Weltmeisterschaften 1993 verloren die drei gegen das britische Brüderpaar Jonathan Searle und Gregory Searle mit ihrem Steuermann Garry Herbert. Abbagnale startete 1995 ein letztes Mal bei den Weltmeisterschaften im italienischen Achter und belegte Platz 7.
Neben Giuseppe und Carmine Abbagnale war auch der jüngste Bruder Agostino Abbagnale ein erfolgreicher Ruderer, der sogar drei olympische Goldmedaillen gewann. Während die beiden älteren Brüder immer im Riemenboot saßen, war Agostino im Skull erfolgreich. 2013 gewann Giuseppes Sohn Vincenzo Abbagnale seinen ersten Weltmeistertitel im Zweier-mit.

## Verbandspräsidentschaft
2012 wurde Abbagnale zum Präsidenten des italienischen Ruderverbandes „Federazione Italiana Canottaggio“ gewählt. In seiner Rolle als Verbandspräsident musste er auch eine Dopingsperre gegen seinen Sohn Vincenzo aussprechen.

## Auszeichnungen
- 1981, 1984, 1988, 1991: Weltmannschaft des Jahres bei der Wahl der Gazzetta dello Sport (gemeinsam mit Carmine Abbagnale und Giuseppe Di Capua)